# Tenasucá
Tenasucá o Laguna de Pedro Palo se encuentra en la cordillera oriental de Colombia en la vereda de Catalamonte a 12 kilómetros del casco urbano de Tena.

## Historia
La laguna hace parte de una reserva forestal del mismo nombre, y también es el origen de historias y leyendas aledañas, además de haber sido un lugar de veneración para los muiscas.

## Localización
Cordillera Oriental de los Andes en Colombia.
Planos y vistas satelitales: 4°41′01.3″N 74°23′14.9″O / 4.683694, -74.387472